# Берёзовка (Кирсановский район)
Берёзовка — деревня в Кирсановском районе Тамбовской области России. Входит в состав Соколовского сельсовета.

## География
Деревня находится в восточной части Тамбовской области, в лесостепной зоне, в пределах Окско-Донской равнины, на правом берегу реки Ольшанки, на расстоянии примерно 36 километров (по прямой) к северо-западу от города Кирсанова, административного центра района. Абсолютная высота — 166 метров над уровнем моря.
Часовой пояс
Деревня Берёзовка, как и вся Тамбовская область, находится в часовой зоне МСК (московское время). Смещение применяемого времени относительно UTC составляет +3:00.

## Население
| 2010 |
| ---- |
| 37   |

Половой состав
По данным Всероссийской переписи населения 2010 года в гендерной структуре населения мужчины составляли 51,4 %, женщины — соответственно 48,6 %.
Национальный состав
Согласно результатам переписи 2002 года, в национальной структуре населения русские составляли 96 % из 55 чел.